# 1782.
◄ | 17. stoljeće | 18. stoljeće | 19. stoljeće | ►
◄ | 1750-ih | 1760-ih | 1770-ih | 1780-ih | 1790-ih | 1800-ih | 1810-ih | ►
◄◄ | ◄ | 1779. | 1780. | 1781. | 1782. | 1783. | 1784. | 1785. | ► | ►►
Arhitektura • Astronomija • Biologija • Glazba • Kazalište • Kemija • Kiparstvo • Knjige • Književnost • Kršćanstvo • Medicina • Politika • Pravo • Promet • Slikarstvo • Šport • Znanost

## Rođenja
- 29. siječnja – Daniel-François-Esprit Auber, francuski skladatelj († 1871.)
- 27. listopada – Niccolo Paganini, talijanski skladatelj († 1840.)
- 5. prosinca – Martin Van Buren, 8. predsjednik SAD-a († 1862.)

## Smrti
- 17. ožujka – Daniel Bernoulli, švicarski matematičar i fizičar (* 1700.)

## Vanjske poveznice
|  | Zajednički poslužitelj ima još gradiva o temi 1782. |